# 학명
학명(學名, scientific name)은 생물학에서 생물의 종에 붙인 분류학적인 이름이다. 또한 학명의 표기는 종과 속의 이름으로 구성된 이명법(二名法)을 사용한다.

## 고안
생물에 학명을 붙여 표기하는 방법을 고안한 사람은 스웨덴의 식물학자 칼 폰 린네이다. 린네는 스스로 많은 식물에 학명을 부여하였다.

## 표기법
학명은 최초 고안자인 린네의 제안에 따라 라틴어 또는 라틴어화한 낱말로 구성되며, 속의 이름과 종의 이름을 나란히 이어 쓴다. 학명 뒤에 이름을 붙인 사람과 이름 붙인 연도를 밝히는 경우도 있다. 예를 들어 오이의 학명은 Cucumis sativus이며 Cucumis는 속명(generic name), sativus는 종소명(種小名; specific name 또는 species epithet)이다.
- 학명은 보통 Homo sapiens 같이 기울여 표기하며, 손으로 쓸 때는 Homo sapiens와 같이 밑줄 표기한다.
- 처음에 오는 속명은 언제나 대문자로 시작한다. 종소명은 소문자로만 표기한다.

### 이명법
이명법(二名法, binomial nomenclature)은 린네가 창안한 학명 명명법으로 생물의 속명과 종소명을 나란히 쓰고, 그 다음에 그 학명을 처음 지은 사람의 이름(성)을 붙이는 방법이다.(명명자의 이름은 생략하기도 하며, 머리글자 하나만 쓰기도 한다).
인쇄물의 경우, 속명과 종명은 이탤릭체로 쓰며 명명자의 이름은 정체로 쓴다. 예를 들어, 벼의 학명은 Oryza sativa Linne인데, 이때 ‘Oryza’는 속명으로 대문자로 시작되는 라틴어 명사이며, ‘sativa’는 종명이고 소문자로 시작되는 라틴어 형용사이다. 그리고 ‘Linne’는 벼에 처음으로 학명을 붙인 명명자의 이름이다.
그러나 학명을 짓는 데는 대단히 까다로운 제약들이 있어서, 요즈음에는 식물과 동물 및 미생물의 명명 규약이 각각 별도로 만들어져 있고 새로운 분류군이 나타날 때는 이 규약에 따라 합법적으로 명명·발표하여야 비로소 인정받게 되어 있다. 이 규약에 의하면, 식물의 이명법은 린네가 1753년에 출판한 《식물의 종》을 출발점으로 하고 있다. 학명에 이명법을 처음으로 도입한 사람은 독일의 스토이델(1821)이지만, 린네는 《식물의 종》의 제10판(1753)에서 이미 학명을 사용하였다. 예를 들면, 3종의 칸나 학명이 다음과 같이 기재되어 있다. (1) Canna foliis ovatis utrinque (잎을) (달걀 모양의) (양쪽 모두) acuminatis nervosis (뾰족하다) (맥이 많다) (2) Canna foliis lanceolatis petiolaris nervosis (바늘 모양의) (자루가 있는) (3) Canna foliis lanceolatis petiolaris enervosis (맥이 없다) 이 때, Canna는 '칸나'라고 하는 속명이며, (1)은 달걀 모양으로 양끝이 뾰족하고 맥을 잘 알아볼 수 있는 칸나, (2)는 바늘 모양으로 잎자루가 있고 맥을 잘 알아볼 수 있는 칸나, (3)은 피침형으로 잎자루가 있고 맥이 보이지 않는 칸나라는 뜻이다. 한편, 린네는 각 학명의 끝 오른쪽 윗부분에 (1)에는 indica(인도산의), (2)에는 angustifolia(가는 잎의), (3)에는 glauca(청백색 자루가 있는)라는 약명을 붙였는데, 이 약명을 종소명으로 붙이는 것이 1868년 파리의 국제 식물학 회의에서 인정되어, Canna라는 속명과 이 종소명으로 학명을 삼게 되었다.

### 삼명법
종에 따라서 아종이나 변종이 있을 때에는 그 종의 이름 다음에 그 이름을 표기하는데, 이런 형태를 삼명법이라고 한다. 예를 들어 호랑이(species:Panthera tigris)라는 종이 있다고 할 때, 아종인 시베리아 호랑이는 호랑이와 구분하기 위해 altaica를 붙여 Panthera tigris altaica로 쓰는 것과 같은 것이다.

## 학명의 장점
학명은 두 단어에서 세 단어(아종을 표기할 경우)로 모든 생물 종을 표기할 수 있어 효율적이다. 학명은 전 세계 어디서나 동일하게 쓰이며, 하나의 학명은 오직 하나의 생물 종만을 가리키기 때문에 생물학의 표준으로 사용된다. 예를 들어 명태는 나라마다 다른 이름으로 부르지만, 학명은 Theragra chalcogramma로 똑같다. 또한 대부분은 사어인 라틴어로 기록되기 때문에 시간이 지나도 의미가 변화하지 않는 장점이 있다.
세계의 여러 언어에서 불리는 생물의 통상명 중에는 실제 분류와 다르게 불리는 이름들이 많지만, 학명을 사용하면 보다 정확한 생물 분류가 가능하다. 예를 들어 한국어에서는 소목 보다 말목에 더 가깝지만 '소'에 더 가깝게 불리는 코뿔소, 진무맹장목에 속하지만 쥐목에 좀 더 가깝게 불리는 땃쥐, 곤충에 속하지 않지만 '벌레'라고 불리는 짚신벌레가 대표적이며 영어에서는 어류(fish)에 속하지 않지만 '물고기'로 통칭되는 불가사리(starfish)와, 오소리(badger)라고 불리지만 실제로 오소리속에 속하지 않는 벌꿀오소리(honey badger), 일본어에서는 진무맹장목에 속하지만 쥐목(ja:ネズミ目)에 더 가깝게 불리는 고슴도치(ハリネズミ(針鼠))를 예로 들 수 있다. 이와 같이 해당 언어에서의 통상명이 생물 분류 단계와 전혀 다른 이름을 사용하는 경우, 혼동하는 것을 방지하기 위해 학명을 사용할 수 있다.

## 학명의 등록
하나의 생물 종에 대한 학명은 단 하나만을 허용하므로 이를 관리하는 국제기구가 활동 중이다. 동물은 ICZN(International Commission on Zoological Nomenclature, 국제 동물명 협회), 식물은 ICBN(International Code of Botanical Nomenclature, 국제 식물명 협회), 미생물은 ICNB(International Code of Nomenclature of Bacteria, 국제 미생물 명명 코드)에서 관리한다.

## 학명으로 사용되는 낱말
학명으로 사용되는 낱말의 기원은 다양하다. 어떤 것은 17세기 이후에 라틴어화한 라틴어 신조어이기도 하고, 어떤 것은 고대 그리스어에서 온 낱말이기도 하다. 어떤 경우에는 생물이 발견된 지방의 언어나 지방명, 발견한 사람의 이름이 붙기도 한다. 학명은 새로운 종을 발견한 사람이 등록을 신청하는 것이어서 신청자의 의도가 반영되는 경우가 많다. 벚나무속의 일종인 프루너스 야마사쿠라(Prunus jamasakura)와 같이 지역에서 불리는 이름이 그대로 사용된 경우나, 이인규속에 속한 학명들처럼 라틴어나 그리스어가 아닌 인명이 사용되는 학명도 있다.

## 같이 보기
- 기재

## 참고 자료
- 이 문서에는 다음커뮤니케이션(현 카카오)에서 GFDL 또는 CC-SA 라이선스로 배포한 글로벌 세계대백과사전의 내용을 기초로 작성된 글이 포함되어 있습니다.